# علوی‌کلا (نوشهر)
علویکلا، روستایی است از توابع بخش مرکزی شهرستان نوشهر در استان مازندران ایران.علویکلا دومین روستای بزرگ شهرستان نوشهر که در فاصله ٨ کیلومتری سیسنگان نوشهر قرار دارد .
علوی کلا از شمال به دریای خزر و از جنوب به جنگل از سمت شمال غربی به روستای ونوش و از سمت جنوب غربی به خضرتیره و از شمال غربی به وازیوار و از سمت جنوب غربی به روستای منوچهر کلا وصل میشود .امامزاده سید نبی (ع) و مسجد جامع علویکلا از مکان های مذهبی و آبشارعالم کلا از جاهای دیدنی این محل به حساب می آید . از مراسمات مدهبی این محل میشود به کمل زنی و شام غریبان اشاره کرد که از سالیان دور در این محل رسم بوده .این روستا به دلیل اینکه افراد تحصیل کرده زیادی داشته است به اسم عالم کلا نامگزاری شد .
عالم کلا حدود ۴٠٠٠ نفر جمعیت بومی دارد . بر خلاف روستاهای نقاط مختلف کشور که به بالا و پایین علیا و سفلا گفته میشه اما اینجا بع بالا محل میانک و به پایین محل مندل گفته میشود.

## اماکن دیدنی
دریای مازندران
جنگل شمال
رودخانه
زمین‌های کشاورزی
باغ مرکبات
امام زاده نبی

## عاشورا و تاسوعا
در روستای علویکلا هر سال در ایام تاسوعا و عاشورا مراسم های بزرگی برگزار میشود . هرساله در این روستا از "آستانه مبارکه امام زاده سید نبی" تا "مسجد جامع  علویکلا" و یا بلعکس دسته های عزاداری حرکت میکنند . 
مازندران دیار علویان نیز همانند سایر نقاط ایران هر ساله با شروع ماه محرم آئین‌های خاصی دارد که در شهرها و روستاها متفاوت است از جمله طشت‌گذاری، تعزیه‌خوانی، کرپ‌زنی، علم‌گردانی که چند نمونه کوچک از برگزاری آئین‌های کهن ماه محرم در این دیار هستند.

### کمل زنی ( کاه زنی )
«کمِل‌زنی یا کاه‌زنی» یکی از آئین‌ها و مراسم‌های عزاداری ماه محرم است که مردم شهرستان نوشهر روستای عالم‌کلا هر ساله در روز تاسوعا برای نشان دادن غم زیاد برگزار می‌کنند. 

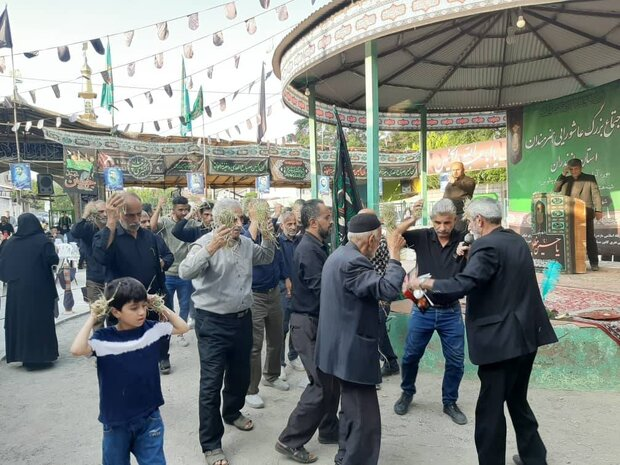
کمل زنی در روستای علویکلا.

ابوذر زرگر مسئول گروه اجرایی تعزیه‌خوانی باب‌الحواج تکیه حضرت رقیه (س) در گفتگو با خبرنگار مهر در خصوص برگزاری آئین کَمِل‌زنی در این شهرستان اظهار داشت: این مراسم آئینی در روستای عالم‌کلای نوشهر توسط عزاداران حسینی هر ساله در خور شأن اهل بیت برگزار می‌شود.
وی افزود: مراسم "کَمِل‌زنی" در روز تاسوعا، عاشورا و شام غریبان بعد از شهادت شهدای صحرای کربلا، بعد از شهادت علی‌اکبر، علی‌اصغر و جوانان دشت کربلا برای نشان دادن ناراحتی و اندوه مردم برگزار می‌شود که با تعزیه‌خوانی، سینه‌زنی و زنجیر زنی و شعار و رجزهای «عباس چه شد؛ اکبر چه شد» همراه است. 

### دسته های چرخشی

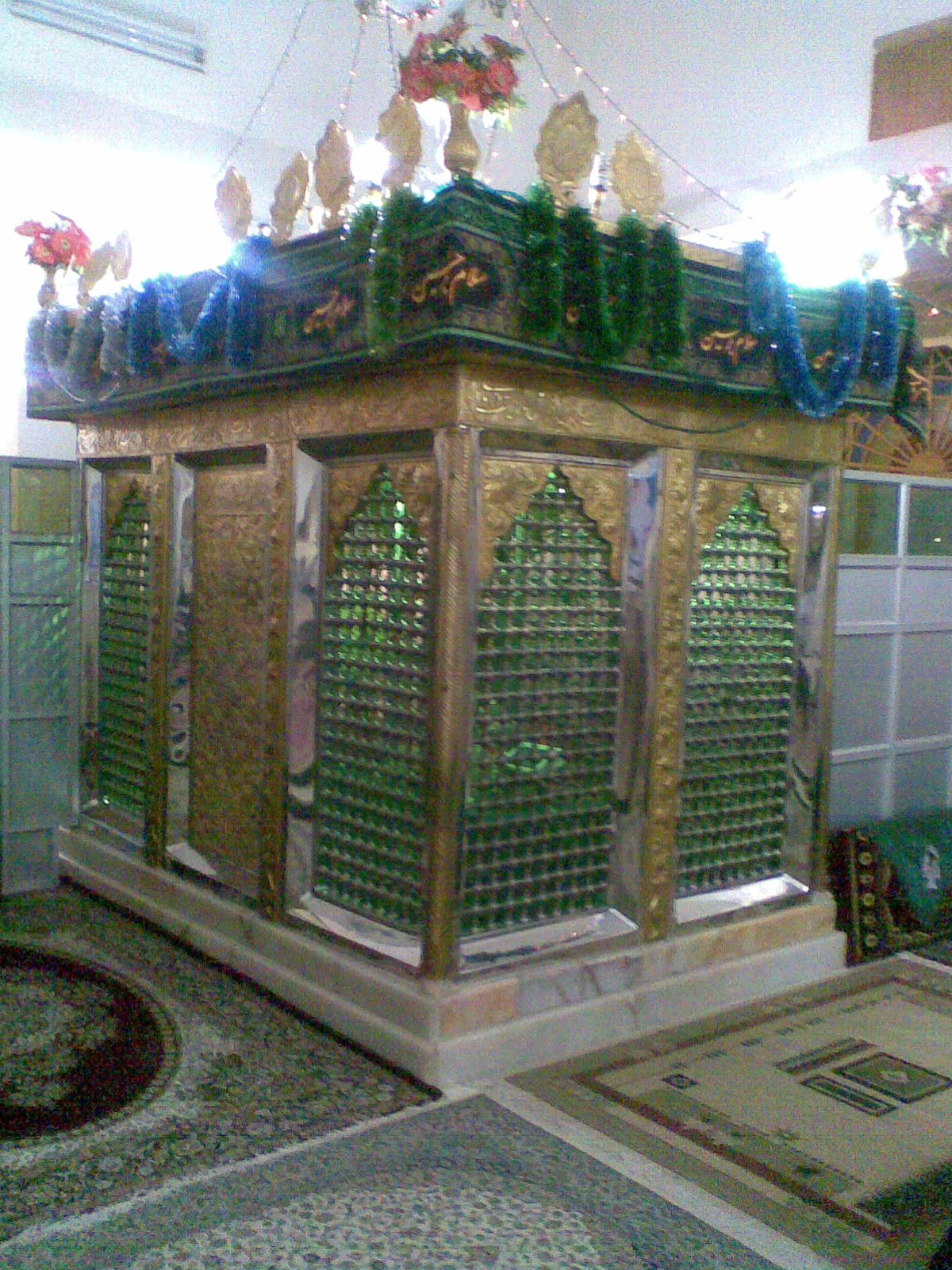
امام زاده سید محمد نبی

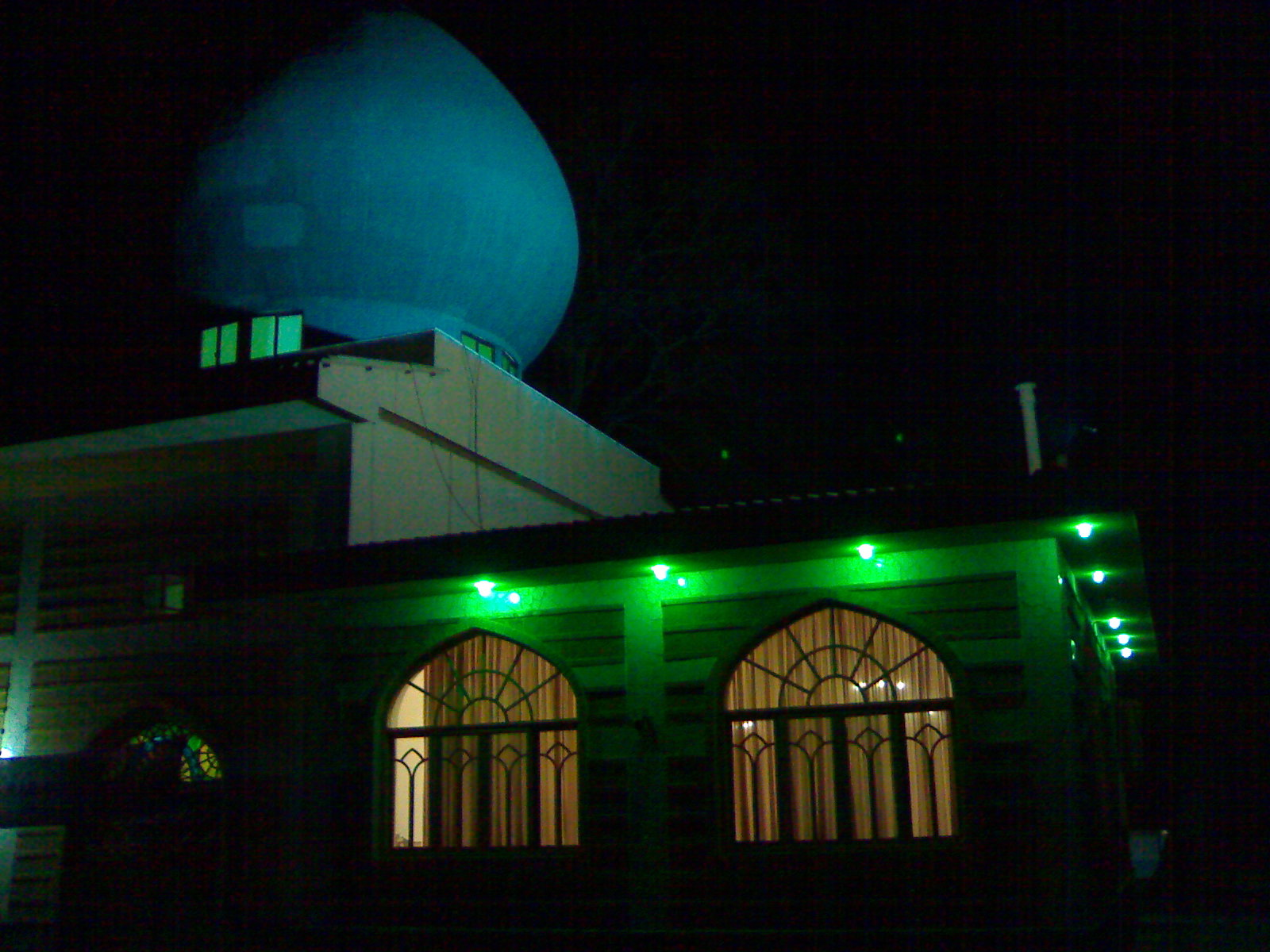
امام زاده سید محمد نبی

در روستای علویکلا طبق رسمی که حدود چهل سال اخیر به وجود آمده از "آستانه مبارکه امام زاده سید محمد نبی" به سمت "مسجد جامع علویکلا" و یا بلعکس دسته ای بزرگ اعم از زنجیر زنان ، طبل زنان و سینه زنان حرکت می کنند .   

### شام غریبان
در روستای علویکلا در شبی که عاشورا تمام میشود مراسمی به عنوان شام غریبان برگزار میشود که در آن مردم روستا در مسجد جامع علویکلا جمع میشوند و به سمت مرکز روستا حرکت میکنند و کل روستا را دور میزنند و در آخر دوباره به مسجد جامع علویکلا حرکت میکنند و در آنجا هم حدود 30 دقیقه مراسم سینه زنی به عنوان مراسم پایان ایام محرم انجام می شود .

### مداح های معروف این محل
| نام و نام خانوادگی       |
| ------------------------ |
| مهران جهان آرای          |
| حاج لطف الله صالح        |
| حاج اسفندیار نوری شیرازی |
| حاج وجیه قاضی            |
| سبحان صالح               |
| نعمت الله حسینی          |
| اردلان داوودی            |
| مصطفی نجار               |
| ناصر تونی                |
| اصغر شعبازی              |
| فریدون آزاد              |
| ابوالفتح داوودی          |
| احمد نوری شیرازی         |

## جمعیت
این روستا در دهستان کالج قرار دارد و براساس سرشماری مرکز آمار ایران در سال ۱۳۸۵، جمعیت آن ۱۱۴۴ نفر (۳۱۳خانوار) بوده‌است.مردم  علویکلا از قومیت طبری هستند. مردم  علویکلا به زبان طبری با گویش کجوری سخن می‌گویند.